# Гиппарета
Гиппарета (др.-греч. Ἱππαρέτη) — афинская аристократка, жена Алкивиада.
Дочь Гиппоника из рода Кериков, богатейшего человека в Афинах, от его второго брака с неизвестной афинянкой.
Была выдана отцом за Алкивиада с неслыханным приданым в 10 талантов (до 422 до н. э.) После рождения первенца Алкивиад пытался вымогать у её брата Каллия еще столько же, и это привело к конфликту.
По сообщениям Псевдо-Андокида и Плутарха, Алкивиад открыто приводил в свой дом гетер — и рабынь, и свободных — с чем его жена не могла примириться и пыталась получить развод. Для женщины добиться этого было непросто, следовало собственноручно передать прошение о защите архонту на Агоре.
По словам Плутарха, любившего добавлять в повествование драматизма, Гиппарета уже подавала архонту требуемый документ, когда явился Алкивиад, «внезапно схватил её и понес через всю площадь домой, причем никто не посмел вступиться и вырвать женщину из его рук».
Псевдо-Андокид пишет, что муж явился не один, а с друзьями, и силой увел жену с площади, «обнаружив таким образом перед всеми своё полное презрение и к архонтам, и к законам, и к остальным гражданам». Поддержка людей из гетерии объясняет, почему никто не смог помешать Алкивиаду, хотя Гиппарету должны были сопровождать свидетели и кто-то из родственников.
Плутарх, писавший через полтысячелетия после этих событий, полагает, что

Примененное им насилие никто не счел ни противозаконным, ни бесчеловечным: по-видимому, закон для того и приводит в общественное место женщину, покидающую своего супруга, чтобы предоставить последнему возможность вступить с ней в переговоры и попытаться удержать её.— Плутарх. Алкивиад, 8
Препятствуя разводу, Алкивиад боролся не за жену, а за огромное приданое, которое в противном случае пришлось бы вернуть в её семью. По словам Плутарха, Гиппарета оставалась с мужем до самой смерти и умерла вскоре после отъезда Алкивиада в Эфес (около 410 до н. э.)
В браке было двое детей: Алкивиад Младший и дочь, вышедшая за своего двоюродного брата Гиппоника.